# برنارد بلانشت
برنارد بلانشت (بالفرنسية: Bernard Blanchet)‏ هو لاعب كرة قدم فرنسي، ولد في 1 ديسمبر 1943 في Saint-Mars-la-Jaille ‏ في فرنسا. شارك مع منتخب فرنسا لكرة القدم. أما مع النوادي، فقد لعب مع ستاد لافال ونادي نانت.

## وصلات خارجية
- برنارد بلانشت على موقع الاتحاد الأوربي (الإنجليزية)
- برنارد بلانشت على موقع قاعدة بيانات كرة القدم.إي يو (الإنجليزية)
- برنارد بلانشت على موقع ناشيونال فوتبول تيمز (الإنجليزية)
- برنارد بلانشت على موقع Soccerway.com (الإنجليزية)
- برنارد بلانشت على موقع عالم كرة القدم.نت (الإنجليزية)